# Diagram Arganda
Zasugerowano, aby zintegrować ten artykuł z artykułem płaszczyzna zespolona. Nie opisano powodu propozycji integracji.
Diagram Arganda jest sposobem geometrycznego przedstawienia liczby zespolonej na płaszczyźnie. Liczbie zespolonej {\displaystyle x+y{\sqrt {-1}}} odpowiada w nim punkt {\displaystyle (x,y)} w kartezjańskim układzie współrzędnych na płaszczyźnie. Początek układu współrzędnych odpowiada liczbie zero, a oś odciętych – zbiorowi liczb rzeczywistych.

## Historia
Diagram Arganda został po raz pierwszy zastosowany przez matematyka duńskiego Caspara Wessela w 1797 roku, lecz jego dzieło zostało odkryte dopiero po upływie 100 lat, w 1897 roku, gdy Duńska Akademia Nauk wydała jego francuski przekład. W roku 1806 Szwajcar Jean-Robert Argand opublikował pracę Próba pewnego sposobu przedstawienia wielkości urojonych w konstrukcjach geometrycznych, w której zinterpretował same liczby i oba działania na nich (dodawanie i mnożenie). Książka Arganda, wydana anonimowo, stała się znana po publikacji jej przez Josepha Gergonne’a w Rocznikach matematyki czystej i stosowanej. Tamże została opublikowana żywa dyskusja na temat interpretacji wielkości urojonych. Pierwszym matematykiem, który posługiwał się diagramem we właściwy sposób był Carl Friedrich Gauss w dysertacji z 1799 roku.

## Praca Wessela
Wessel nie zajmował się subtelnościami w rodzaju pytań o równość odcinków skierowanych (wektorów) na płaszczyźnie, a dla dodawania i mnożenia sprawdzał tylko poszczególne prawa rachunku. Wektor łączący początek układu współrzędnych z punktem {\displaystyle (0,1)} oznaczał przez {\displaystyle \varepsilon } i znalazł następujące wyniki:
| {\displaystyle \cdot }        | {\displaystyle -1}            | {\displaystyle +1}            | {\displaystyle -\varepsilon } | {\displaystyle +\varepsilon } |
| ----------------------------- | ----------------------------- | ----------------------------- | ----------------------------- | ----------------------------- |
| {\displaystyle -1}            | {\displaystyle +1}            | {\displaystyle -1}            | {\displaystyle +\varepsilon } | {\displaystyle -\varepsilon } |
| {\displaystyle +1}            | {\displaystyle -1}            | {\displaystyle +1}            | {\displaystyle -\varepsilon } | {\displaystyle +\varepsilon } |
| {\displaystyle -\varepsilon } | {\displaystyle +\varepsilon } | {\displaystyle -\varepsilon } | {\displaystyle -1}            | {\displaystyle +1}            |
| {\displaystyle +\varepsilon } | {\displaystyle -\varepsilon } | {\displaystyle +\varepsilon } | {\displaystyle +1}            | {\displaystyle -1}            |

Jednostki podstawowe Wessela

Na tej podstawie wnioskował, że {\displaystyle \varepsilon ={\sqrt {-1}}.} Następnie odcinkowi skierowanemu przyporządkował liczbę zespoloną w postaci trygonometrycznej {\displaystyle r(\cos v+\varepsilon \sin v).} Na tak określonych liczbach zespolonych rozważał wszystkie działania i udowodnił wzór de Moivre’a (również dla wykładnika ułamkowego) oraz rozwiązał wiele zadań o trójkątach sferycznych.

## Diagram Arganda – ujęcie formalne
Wystarczy określić mnożenie.
Ponieważ
{\displaystyle (x,y)=x+iy,}
więc
{\displaystyle (a,0)+(x,y)=a+x+iy=(a+x,y)}
{\displaystyle (a,0)\cdot (x,y)=a\cdot (x+iy)=ax+iay=(ax,ay),}
czyli liczbę zespoloną {\displaystyle (a,0)} można identyfikować z liczbą rzeczywistą i wtedy
{\displaystyle (x,y)=(x,0)+(0,y)=x+y(0,1).}
Zatem {\displaystyle i=(0,1)} i {\displaystyle (0,1)^{2}=-1.}
Wtedy
{\displaystyle {\begin{aligned}&(a,b)\cdot (x,y)\\[2px]={}&(a+b(0,1))\cdot (x+y(0,1))\\[2px]={}&ax+ay(0,1)+bx(0,1)+by(0,1)^{2}\\[2px]={}&ax-by+(ay+bx)\cdot (0,1)\\[2px]={}&(ax-by,ay+bx).\end{aligned}}}

## Diagram Arganda w ujęciu H.S.M. Coxetera[7]

Suma liczb zespolonych

Punkty na płaszczyźnie dodaje się tak, jak odpowiadające im wektory wychodzące z początku układu (czyli zera):
{\displaystyle (x,y)+(a,b)=(x+a,y+b).}
Innymi słowy, aby dodać {\displaystyle (a,b),} stosujemy przesunięcie przekształcające punkt {\displaystyle (0,0)} w punkt {\displaystyle (a,b).}

Mnożenie liczby zespolonej przez liczbę całkowitą

Mnożenie punktu przez liczbę rzeczywistą jest jednokładnością. Na przykład:
{\displaystyle 2(x,y)=(x,y)+(x,y)=(2x,2y)}
{\displaystyle -1(x,y)=-(x,y)=(-x,-y)}
{\displaystyle k\cdot (x,y)=(k\cdot x,k\cdot y)}
{\displaystyle 0\cdot (x,y)=(0,0).}
Mnożenie przez {\displaystyle -1} jest półobrotem wokół punktu {\displaystyle O.} Dlatego mnożenie przez pierwiastek kwadratowy z {\displaystyle -1} jest takim przekształceniem, którego kwadrat (czyli złożenie przekształcenia z samym sobą) jest półobrotem wokół punktu {\displaystyle O,} czyli ćwierćobrót wokół punktu {\displaystyle O} (czyli obrót o kąt prosty).

Mnożenie liczb zespolonych; współrzędne kartezjańskie

Mnożenie liczb zespolonych; współrzędne biegunowe

Wobec tego mnożenie przez dowolną liczbę zespoloną powinno być przekształceniem, dla którego punkt {\displaystyle O} jest punktem stałym i które zawiera zarówno jednokładności o środku w {\displaystyle O,} jak i obroty dokoła {\displaystyle O} jako przypadki szczególne. Mnożenie dowolnego punktu {\displaystyle (x,y)} przez ustalony punkt {\displaystyle (a,b)} definiuje się jako podobieństwo spiralne o środku {\displaystyle O,} które przeprowadza punkt {\displaystyle (1,0)} w punkt {\displaystyle (a,b)}. Jeżeli punkty {\displaystyle (a,b)} i {\displaystyle (x,y)} mają współrzędne biegunowe odpowiednio {\displaystyle (s,\eta )} i {\displaystyle (r,\theta ),} czyli
{\displaystyle a=s\cos \eta ,\ b=s\sin \eta ,\ x=r\cos \theta ,\ y=r\sin \theta .}
Wówczas podobieństwo spiralne, w którym mnoży się {\displaystyle r} przez {\displaystyle s} i dodaje {\displaystyle \eta } do {\displaystyle \theta ,} przekształca współrzędne
{\displaystyle r\cos \theta =x,\ r\sin \theta =y}
na współrzędne
{\displaystyle {\begin{aligned}sr\cos(\theta +\eta )&=sr(\cos \theta \cos \eta -\sin \theta \sin \eta )\\&=(s\cos \eta )(r\cos \theta )-(s\sin \eta )(r\sin \theta )\\&=ax-by,\end{aligned}}}
{\displaystyle {\begin{aligned}sr\sin(\theta +\eta )&=sr(\sin \theta \cos \eta -\cos \theta \sin \eta )\\&=(s\cos \eta )(r\sin \theta )-(s\sin \eta )(r\cos \theta )\\&=ay+bx.\end{aligned}}}
Stąd wzór
{\displaystyle (a,b)(x,y)=(ax-by,\ ay+bx).}